# شبنم نسیمی
شبنم نسیمی(به انگلیسی: Shabnam Nasimi؛ زاده‌ی ۲۸ بهمن ۱۳۶۹) صاحب نظر سیاسی و فعال اجتماعی بریتیش افغان ساکن لندن می‌باشد. او مؤسس و مدیر اجرایی انجمن دوستداران افغانستان در حزب محافظه کار(Conservative Friends of Afghanistan)است.

## دوران کودکی و تحصیلات
خانواده نسیمی در حالی در سال ۱۹۹۹میلادی به بریتانیا مهاجرت کردند که از طریق یک دستگاه کامیون یخچال دار از ترس آزار و اذیت توسط گروه تندرو طالبان به انگلستان وارد شدند. پدرش نورالحق نسیمی فارغ‌التحصیل دکترای علوم سیاسی و مادرش فوق لیسانس فقه هر دو از دانشگاه (Former Soviet Union) از کشور اوکراین هستند و شبنم در حالی در سال ۱۹۹۱ متولد شد که والدینش برای تحصیل در کشور اوکراین زندگی می‌کردند.
خانواده او ارزش زیادی برای کسب علم و دانش قائل هستند. شبنم یکی از چهار فرزند این خانواده است که همگی آنها سابقه تحصیل در دانشگاه‌های معتبر انگلستان مانند دانشگاه کمبریج و دانشگاه کالج سلطنتی لندن را دارند.
او در دبیرستان (St Saviour’s & St Olave’s Secondary School) تا سن هجده سالگی تحصیل کرد و دوره (GCDE)و (A-Level) را گذراند. او تحصیلات خود را در رشته حقوق ادامه داد و دوره فوق لیسانس را دردانشگاه (Birkbeck University) با گرایش حکومت جهانی و امنیت بین‌المللی (Global Governance and International Security)تمام کرد.

## فعالیت‌های حرفه ای
نسیمی فعالیت خود را در انجمن افغانستان و آسیای میانه که سالها پیش توسط والدینش تأسیس شده بود و در بعدها موفق به دریافت جوایز بشر دوستانه در بریتانیا شد، شروع کرد. در زمان اشتغال در این مؤسسه او فعالیت‌های چشمگیر در جهت ارتقاء کیفیت خدمات اجرایی این مؤسسه داشت (این مؤسسه در سال ۲۰۱۸ موفق به دریافت جایزه ملکه بریتانیا به فعالیت خیر خواهانه شد). او همچنین مشغول نوشتن گزارش و انجام تحقیقات برای ادغام مهاجران در جامعه بریتانیا شد که این موضوع چالشی برای دولت مردان این کشور جهت ارتقاء سطح زندگی و خدمات به مهاجران و گروه‌های اقلیت ساکن این کشور است.
او در بخش عمومی برای حمایت دولت در زمینه تدوین راهبرد پیشگیرانه از تروریسم کار کرده‌است. همچنین او مشاور ضد افراط گرایی در وزارت کشور برای پیگیری از رواج افراطی گری میان گروه‌های مردم است.
او همچنین فعال حقوق زنان در بریتانیا و سفیر کمپین ۵۰–۵۰ در کشور افغانستان می‌باشد.
از او مقالات زیادی در نشریات معتبر مانند (The Times,Prospect Magazine, Quillette,Conservative Home) چاپ شده‌است.
نسیمی به عنوان کارشناس سیاسی در برنامه‌های شبکه‌های تلویزیونی مانند (Newsnight, BBC News, ITV News, Channel 4 and Channel 5 News) و دیگر شبکه‌های بین‌المللی حضور داشته و به تفسیر و تحلیل سیاست‌های بریتانیا، سیاست خارجی، مسایل مربوط به مهاجران، اقلیتهای ساکن بریتانیا و برابری جنسیتی پرداخته‌است.

## جوایز و افتخارات
شبنم نسیمی در سال ۲۰۱۹ موفق به دریافت جایزه ازطرف (Policy Mogul) به عنوان زن تأثیر گذار بر جامعه شد.
او همچنین نامزد لیست صد زن درسال ۲۰۱۹ از طرف بی‌بی‌سی بوده‌است.

## فعالیت‌ها و نظرات سیاسی
نسیمی در سال ۲۰۱۹ مدافع جدایی بریتانیا از اتحادیه اروپا(Brexit) بود. او موضع‌گیری‌های آشکار در مجامع فرهنگی و اقلیت‌های ساکن بریتانیا برای جلب توجه به اهمیت دموکراتیک اجرای برگزیت داشت. او اولین محافظه کار افغان بریتیش در بریتانیا است.
او طرفدار بوریس جانسون Boris Johnson برای رهبری حزب محافظه کار بریتانیا در سال ۲۰۱۹ بود.
در تبلیغات انتخابات سراسری سال ۲۰۱۹ او با دفتر مرکزی حزب محافظه کار همکاری می‌کرد تا افغان‌های ساکن بریتانیا را به حمایت از حزب محافظه کار تشویق کند.

## انجمن گروه دوستان افغانستان در حزب محافظه کار بریتانیا
او بنیان‌گذار و مدیر اجرایی گروه دوستان افغانستان در حزب محافظه کار بریتانیا است که این گروه تأثیرات مثبت در زمینه درک مسائل افغانستان و جلب حمایت برای این کشور در جامعه بریتانیا داشته‌است. این سازمان برای ایجاد توجه عادلانه و مطمئن در مجلس بریتانیا فعالیت می‌کند. این گروه توسط افراد بلندپایه عضو مجلس بریتانیا حمایت می‌شود که از آن جمله (Tom Tugendhat,Nusrat Ghani, Sir Michael Fallon, Baroness Warsi) و بسیاری دیگر هستند.